# Melodic metalcore
Melodic metalcore – podgatunek metalcore'u zainspirowany melodic death metalem. Zawiera melodyjne gitarowe riffy, blasty, przerwy stylizowane na metalcore i wokal, który można umieścić pomiędzy growlowaniem, screamo i czystym śpiewem.

## Historia
Styl zapoczątkowany został na początku 2000 roku, posiada korzenie w melodycznym death metalu. 

## Charakterystyka

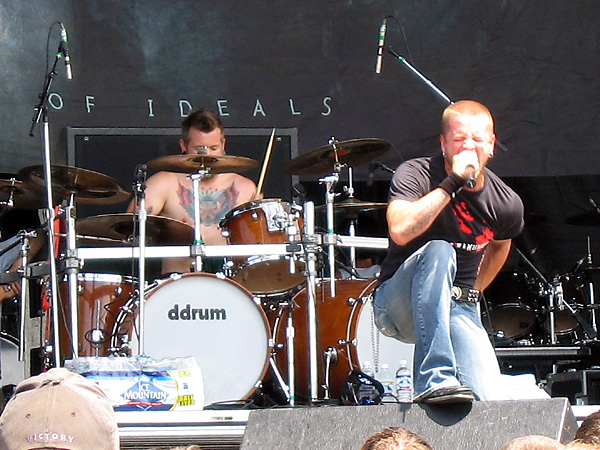
All That Remains na żywo na Ozzfest 2006.

Na melodic metalcore ogromny wpływ mają gitarowe riffy i styl pisania tekstów zapożyczony od szwedzkich zespołów melodic death metalowych, szczególnie takich jak At the Gates, Arch Enemy, In Flames i Soilwork. Melodic metalcore odznacza się używaniem melodii instrumentalnych. Wiele piosenek z tego gatunku posiada również czysty wokal, poza growlem i screamo. Mogą zawierać również harmonijne riffy gitarowe, alternate picking, dźwięk bębnów wielkich i przerwy (pauzy) stylizowane na metalcore.